# Blastocaulon
Blastocaulon es un género con 5 especies de plantas con flores perteneciente a la familia Eriocaulaceae. Es originario del este de Brasil.

## Taxonomía
El género fue descrito por Ruhland in H.G.A.Engler y publicado en Pflanzenr. IV. 30 (Heft 13): 223. 1903. La especie tipo es: Semiramisia speciosa (Benth.) Klotzsch

## Especies aceptadas
A continuación se brinda un listado de las especies del género Blastocaulon aceptadas hasta marzo de 2014, ordenadas alfabéticamente. Para cada una se indica el nombre binomial seguido del autor, abreviado según las convenciones y usos.
- Blastocaulon albidum (Gardner) Ruhland
- Blastocaulon postratum (Körn.) Ruhland
- Blastocaulon rupestre (Gardner) Ruhland
- Blastocaulon scirpeum (Mart. ex Körn.) Giul.
- Blastocaulon speleicola